# 鳥海勝美
鳥海 勝美（とりうみ かつみ、1963年11月6日 - ）は、日本の声優、俳優。所属事務所はぷろだくしょんバオバブ。埼玉県川口市出身。

## 略歴
日本大学櫻丘高等学校卒業、日本大学文理学部卒業。
7歳の時に子役として劇団に所属する。人見知りだった性格を治そうと父親が劇団に入れたということだった。当時の劇団は解散したがその後劇団こまどりへ移籍。1977年『あらいぐまラスカル』で声優デビュー、テレビドラマでは1980年『3年B組金八先生』（第2シリーズ）の生徒「高橋健」役で出演している。1983年『みゆき』では主役・若松真人を演じる。

## 人物
数多くのアニメ、外画吹き替えに出演。
小川びいによると役柄としては、気が弱く線の細い少年役、凛々しい青年役で知られる。1997年時点ではギャグキャラクターも増えていた。
資格は普通自動車免許。特技は一輪車、英会話。趣味は映画鑑賞で、本人も「自分の脳の半分以上は映画知識で占められている」と述べるほどの映画マニアである。映画の知識は豊富だが実写方面に偏っており、アニメ方面には弱い傾向がある。
基本的に甘党であり、酒は苦手だが宴会の雰囲気は好きだという。

## 出演
太字はメインキャラクター。

### テレビアニメ
1977年
- あらいぐまラスカル（アラン）

1983年
- キャプテン（小室 他）
- 銀河漂流バイファム（1983年 - 1984年、スコット）
- みゆき（若松真人）

1984年
- 北斗の拳（トキ〈少年時代〉）

1985年
- 蒼き流星SPTレイズナー（1985年 - 1986年、ロアン・デミトリッヒ）

1986年
- 機動戦士ガンダムΖΖ（タマン）
- 青春アニメ全集「路傍の石」（愛川吾一）
- タッチ（柏葉英二郎〈中二時代〉）
- 六三四の剣 青春編（東堂修羅）

1987年
- 機甲戦記ドラグナー（ビル・ブライアン）
- 新メイプルタウン物語 パームタウン編（ジミー）

1989年
- 機動警察パトレイバー（八木、小宮）

1990年
- 魔法のエンジェルスイートミント（マイク、青年、ルシアン）

1991年
- 楽しいムーミン一家 冒険日記（アントコ）

1992年
- クレヨンしんちゃん（1992年 - 2017年、店員、客、ヘクトパスカル良純、旅行者、選手 他）

1994年
- しましまとらのしまじろう（1994年 - 2013年、ヌッシー、リチャード） - 4シリーズ
- 覇王大系リューナイト（兵士C）

1995年
- クマのプー太郎（松村くん、司会）
- 魔法陣グルグル（レイド）

1996年
- シンデレラ物語（マルセル）

1997年
- 手塚治虫の旧約聖書物語（イシュマル〈少年期〉）
- 名探偵コナン（1997年 - 2021年、戸叶研人、牧村寿史、平松正樹、吉留省吾、松宮次郎、広田刑事、滝川洋二、広戸健児、菊池彰太、出羽恥一郎 他）

1998年
- 魔術士オーフェン（1998年 - 1999年、ライ） - 2シリーズ

1999年
- セラフィムコール（サトシ）

2000年
- 金田一少年の事件簿（岡安俊秀、鳴沢研太）
- Bビーダマン爆外伝V（ブラザーボン）

2001年
- 旋風の用心棒（井沢守）

2002年
- あたしンち（2002年 - 2008年、料理人、TVの声、店員、青果店主、駅員 他）
- 機動戦士ガンダムSEED（ダリダ・ローラハ・チャンドラII世、部下、管制）
- 天使な小生意気（坂月、門田）
- ポケットモンスター（ハヅキ）

2003年
- アストロボーイ・鉄腕アトム（クスコー）
- 高橋留美子劇場 人魚の森（漁港の人B、鳥羽衆）
- ドラえもん（テレビ朝日版第1期）（ゲラゲラ亭ポン助）
- プラネテス（彼氏、船員）

2004年
- 陰陽大戦記（埋火のミンゴベイ）
- 機動戦士ガンダムSEED DESTINY（ダリダ・ローラハ・チャンドラII世）
- サムライチャンプルー（米兵）
- 忍たま乱太郎（2004年 - 2022年、スッポンタケ、安中茂作、網問〈2代目〉、依頼主、弥次郎 他）
- ブラック・ジャック（2004年 - 2005年、キャプテン、英治）

2005年
- うえきの法則（淀川〈よっちゃん〉）
- ガン×ソード（ヒゲメンバー）
- CLUSTER EDGE（ボーイ）
- SPEED GRAPHER（大使）

2006年
- コードギアス 反逆のルルーシュ（2006年 - 2008年、イレヴン、見張り、通信兵、フランス州軍幕僚、整備員 他） - 2シリーズ
- 史上最強の弟子ケンイチ（松井、怖い人B 他）
- ドラえもん（テレビ朝日版第2期）（2006年 - 2021年、どくろ男爵、三田さん、衛兵A、弟子、登山者 他）

2007年
- GR-GIANT ROBO-（山辺清雄）

2008年
- 隠の王（ボディガード）

2009年
- ご姉弟物語（2009年 - 2010年、屋台の男性B、アナウンサー、タカシ）
- ジャングル大帝 -勇気が未来をかえる-（ハンター）

2010年
- スティッチ! 〜いたずらエイリアンの大冒険〜（ワームホール）

2011年
- スティッチ! 〜ずっと最高のトモダチ〜（モーフォロミュー）

2012年
- エリアの騎士（パティ）
- 銀河へキックオフ!!（西園寺良男）
- Fate/Zero 2ndシーズン（間桐鶴野）

2013年
- 探検ドリランド（看守）

2014年
- それでも世界は美しい（農夫）
- テイルズ オブ ゼスティリア 〜導師の夜明け〜（カイム）

2015年
- アクエリオンロゴス（ユージ）
- サザエさん

2016年
- テイルズ オブ ゼスティリア ザ クロス（カイム）
- パズドラクロス（社長）
- ルパン三世 PART IV（仲介人）

2021年
- パズドラ（カメラマン）

2022年
- 名探偵コナン 本庁の刑事恋物語〜結婚前夜〜（刑事）

2023年
- ひろがるスカイ!プリキュア（カケル）

### 劇場アニメ
1986年
- 時空の旅人（坊丸）

1990年
- 走れ!白いオオカミ（ラセット）

1994年
- ドラえもん のび太と夢幻三剣士（男子生徒）

1997年
- フランダースの犬（ポール〈青年期〉）

2002年
- アテルイ（若者のマオ）
- 夢かける高原 清里の父 ポール・ラッシュ（滝口茂〈青年時代〉）

2008年
- 劇場版MAJOR メジャー 友情の一球（医者）

2010年
- いばらの王 -King of Thorn-

2011年
- 名探偵コナン 沈黙の15分（記者）

2013年
- 名探偵コナン 絶海の探偵（的場章）

2015年
- 映画ドラえもん のび太の宇宙英雄記（手下）
- 名探偵コナン 業火の向日葵（副機長）

2017年
- コードギアス 反逆のルルーシュ I - III（2017年 - 2018年、永田、宗像、アナウンサー） - 3部作

2018年
- 映画ドラえもん のび太の宝島（チョー）
- 名探偵コナン ゼロの執行人（一課長）

2019年
- 映画ドラえもん のび太の月面探査記（アフロの父親）

2022年
- 映画ドラえもん のび太の宇宙小戦争 2021（オペレーター）

2023年
- 名探偵コナン 黒鉄の魚影（運転員）

2024年
- 機動戦士ガンダムSEED FREEDOM（ダリダ・ローラハ・チャンドラII世）

### OVA
1984年
- 銀河漂流バイファム カチュアからの便り（スコット・ヘイワード）
- 銀河漂流バイファム 集まった13人（スコット・ヘイワード）

1985年
- 銀河漂流バイファム 消えた12人（スコット・ヘイワード）
- 銀河漂流バイファム "ケイトの記憶" 涙の奪回作戦!!（スコット・ヘイワード）
- メガゾーン23（チョンボ）

1986年
- Call Me トゥナイト（杉浦リョウ）

1988年
- 吸血姫美夕（都人）
- 機動警察パトレイバー（佐々木）

1991年
- 究極超人あ〜る（兵藤信）

1992年
- ハンサムな彼女（大介）

1994年
- I・R・I・A ZEIRAM THE ANIMATION（係員B）
- 銀河英雄伝説

1999年
- サクラ大戦 轟華絢爛（洟たれのギザ八）

2003年
- 機動戦士ガンダムSEED ASTRAY（イライジャ・キール）
- 最遊記RELOAD -burial-（三仏神C）

2006年
- ガンダムSEED & SEED DESTINY ファンディスク SEED SUPERNOVA er（ラゴゥ犬）
- ガンダムSEED & SEED DESTINY ファンディスク SEED SUPERNOVA ist（とりぃ）

2007年
- ストレイト・ジャケット（魔族B）
- 装甲騎兵ボトムズ ペールゼン・ファイルズ（中隊長C）

2008年
- 名探偵コナン 女子高生探偵 鈴木園子の事件簿（北野強）
- 名探偵コナン MAGIC FILE2 工藤新一 謎の壁と黒ラブ事件（長谷刑事）

2012年
- 史上最強の弟子ケンイチ（松井）※単行本第46巻・第47巻OVA付き特装版

2013年
- 史上最強の弟子ケンイチ（松井）※単行本第54巻OVA付き特装版

### Webアニメ
- クレヨンしんちゃん外伝 家族連れ狼（2017年、武士、大猿、刺客、家来）

### ゲーム
1996年
- クマのプー太郎 空はピンクだ!全員集合!!（それダメっす）（松村くん）
- 新スーパーロボット大戦（ロアン・デミトリッヒ、ネオ・ジオン兵）

1997年
- だいなあいらん（麦太郎）

1998年
- スチームハーツ（ブロンディア・ヴァリティ）

2001年
- ジャック×ダクスター 旧世界の遺産（アーティ）

2003年
- SUNRISE WORLD WAR Fromサンライズ英雄譚（ロアン、スコット）

2004年
- SDガンダム GGENERATION（2004年 - 2025年、ダリダ・ローラハ・チャンドラII世、イライジャ・キール） - 4作品
- 機動戦士ガンダムSEED 終わらない明日へ（イライジャ・キール）
- クレヨンしんちゃん 嵐を呼ぶ シネマランドの大冒険!
- スーパーロボット大戦GC（ゴワハンド星兵）

2006年
- スーパーロボット大戦XO（ゴワハンド星兵）

2007年
- Microsoft Flight Simulator X

2008年
- 狼と香辛料 ボクとホロの一年（ロメウス）
- コードギアス 反逆のルルーシュ LOST COLORS（中華連邦兵）
- スーパーロボット大戦Z（ダリダ・ローラハ・チャンドラII世）
- テイルズ オブ ハーツ（ユークレス）

2009年
- アルコバレーノ!（八木省吾）
- Blade Chronicle

2010年
- アルコバレーノ! ポータブル（八木省吾）

2011年
- テイルズ オブ エクシリア

2012年
- DIABOLIK LOVERS
- テイルズ オブ エクシリア2

2013年
- テイルズ オブ ハーツ R（ユークレス）

2015年
- テイルズ オブ ゼスティリア（カイム、アウトル、ユーグス）

2021年
- テイルズ オブ アライズ

### ドラマCD
- 銀河漂流バイファム 「金曜劇場」 ジェイナス愛の航海日誌…気分はもう主役（スコット・ヘイワード）
- SOUND DRAMA 絶対調律士NoA Vol.1（東明久）
- 最遊記RELOAD"burial"（三仏神）
- タクミくんシリーズ（葉山託生）
- 王様な猫（星川光魚）
- 龍三郎シリーズ
- Fate/Zero（間桐鶴野）
- 劇場版 Fate/stay night [Heaven's Feel] II.lost butterfly Original Drama CD「インタビュー 未推敲 掲載予定なし」（2019年、間桐鶴野）

### 吹き替え

#### 映画
- アメリカン・ハート（ロリー）
- 嵐が丘（エドガー・リントン〈デヴィッド・ニーヴン〉）※PDDVD版
- アンダーグラウンド・インフェルノ（マルコ〈トビアス・シェンケ〉）
- E.T.（マイケル〈ロバート・マクノートン〉）※VHS・BD版
- インサイド・マン（スティーヴ・オー〈ジェームズ・ランソン〉）
- インディ・ジョーンズ/最後の聖戦（青年時代のインディ〈リヴァー・フェニックス〉）※日本テレビ版
- エクスペリメント（ラシッド）
- エクセス・バゲッジ/シュガーな気持ち（ジョン〈ヒロ・カナガワ〉）
- オープン・ユア・アイズ（ペラーヨ〈フェレ・マルティネス〉）
- オーメン2/ダミアン（マーク・ソーン）※TBS版
- カジュアリティーズ（ストライビッグ）※フジテレビ版
- 仮面の男（ラウル〈ピーター・サースガード〉）
- 硝子のジェネレーション/香港少年激闘団（サンカイ〈サム・リー〉）
- ガリバー旅行記（ハンク）
- カルマ（ジム・ロー〈レスリー・チャン〉）
- キラー・プッシー（デニス・ファウラー）
- 疑惑のチャンピオン（ランス・アームストロング〈ベン・フォスター〉）
- クール・ドライ・プレイス（ノア・ウォード〈デヴォン・サワ〉）
- クエスト（レッド）
- グッドフェローズ（少年時代のヘンリー）
- グッドモーニング, ベトナム（ツアン〈ドゥング・タン・トラン〉）※フジテレビ版
- グッバイ・ジョー（ジョージ〈ジョン・レグイザモ〉）
- グリーンマイル（ディーン・スタントン〈バリー・ペッパー〉）※フジテレビ版
- クレイジームーン/恋する予感（ブルックス〈キーファー・サザーランド〉）
- 刑事ジョー ママにお手あげ ※フジテレビ版
- go（アダム〈スコット・ウルフ〉）
- さそり（ソウロウ〈サム・リー〉）
- サム・ガール（ジェイソン〈ジョヴァンニ・リビシ〉）
- サンタ・バディーズ 小さな5匹の大冒険
- サンドロット/僕らがいた夏（ベニー〈マイク・ヴィター〉）※VHS版
- G.I.ジェーン（マクール〈モリス・チェストナット〉）※フジテレビ版
- 史上最悪のボートレース ウハウハザブーン（マックス）
- ジュマンジ（ケイレブ）※VHS・旧盤DVD版
- ジョーズ（レニー・ヘンドリックス）※テレビ東京版
- ジョーズ2（ダグ〈キース・ゴードン〉）※日本テレビ版
- 小説家を見つけたら（フライ〈フライ・ウィリアムズ・三世〉）
- 白い嵐（チャック・ギーグ、ナレーター〈スコット・ウルフ〉）
- 推定有罪（ジミー・オニール〈トリスタン・テイト〉）※NHK版
- スウィング・キッズ/引き裂かれた青春（アーヴィッド〈フランク・ホエーリー〉）
- 青春の輝き（チャーリー・ディロン〈マット・デイモン〉）
- 17 セブンティーン（アンディ・スタス）
- 戦火の勇気（イラリオ〈マット・デイモン〉）※フジテレビ版
- ダーククリスタル（ジェン）※NHK-BS版
- ターミナル（ウェイリン）※フジテレビ版
- タイタニック（ファブリッツィオ・デ・ロッシ〈ダニー・ヌッチ〉）※フジテレビ版
- TAXi（ポーロ）※フジテレビ版
- チーター/三人とチーター友情物語（テッド・ジョンソン）
- デスランド（ジャック・ローレン）
- デトロイト・ロック・シティ（ジャム〈サム・ハンティントン〉）
- デビル（ショーン・フェラン〈ポール・ローナン〉）※ソフト版
- 天使と悪魔（シャルトラン〈トゥーレ・リントハート〉）
- トイ・ソルジャー（ジョーイ・トロッタ〈ウィル・ウィトン〉）※フジテレビ版
- DOOM（ピンキー〈デクスター・フレッチャー〉）
- 遠い空の向こうに（シャーマン・オーデル〈チャド・リンドバーグ〉）
- ドラキュリアII 鮮血の狩人（ルーク〈ジェイソン・ロンドン〉）
- ドラキュリアIII 鮮血の十字架（ルーク〈ジェイソン・ロンドン〉）
- ドラゴン電光石火'98（ビリー）
- ドラムライン（チャールズ）
- トレマーズ4（ファン）
- ニュー・シネマ・パラダイス（青年期のサルヴァトーレ・ディ・ヴィータ〈マルコ・レオナルディ〉）
- 人間消失 トリビュレーション・フォース（ブルース・バーンズ牧師）
- ネバーエンディング・ストーリー3（バスチアン〈ジェイソン・ジェームズ・リクター〉）※テレビ朝日版
- パーフェクト・ファミリー（マット・フィンリー）
- バイオハザードIII（オットー・ワレンスキー）※ソフト版
- バットマン リターンズ（新聞の売り子〈ショーン・ウェーレン〉）※テレビ朝日版
- バトル大攻防戦（ヘン・アハス）
- ビューティフル・ピープル
- ヒューマン・トラフィック（ジップ〈ジョン・シム〉）
- ブラック・ハート（AJ〈バルサザール・ゲティ〉）
- ブレイブハート（エドワード王子）※テレビ朝日版
- ベスト・キッド3/最後の挑戦（ダニエル・ラルーソー〈ラルフ・マッチオ〉）※VHS版・フジテレビ版
- ベスト・フレンズ・ウェディング（スコット・オニール〈クリストファー・マスターソン〉）※ソフト版
- ベッカムに恋して
- BOYS（ジョン・ベイカー・ジュニア〈ルーカス・ハース〉）
- ボーン・コレクター（ケニー・ソロモン〈マイク・マッグローン〉）※ソフト版
- マイケル・ジャクソン IN ネバーランディングストーリー（マックス・パワー〈エリック・ロバーツ〉）
- 待ちきれなくて…（ウィリアム・リヒター）
- マトリックス リローデッド（リンク〈ハロルド・ペリノー〉）※フジテレビ版
- マトリックス レボリューションズ（リンク〈ハロルド・ペリノー〉）※フジテレビ版
- マネートレイン ※ソフト版
- マペットめざせブロードウェイ!（ロニー）※ソニー・ピクチャーズ版
- マレフィク 呪われた監獄（パクレット）
- 名犬ラッシー（ジョッシュ・ガーランド）
- メイド・イン・ホンコン（チャウ〈サム・リー〉）
- モ'・ベター・ブルース（ジャイアント〈スパイク・リー〉）
- 勇気あるもの（ブライアン・デイヴィス・ジュニア）
- ランダウン ロッキング・ザ・アマゾン（マニート）※ソフト版
- リーサル・ウェポン2/炎の約束（ニック・マータフ）※テレビ朝日版
- リーサル・ウェポン3（ニック・マータフ）※テレビ朝日版
- 霊幻道士6 史上最強のキョンシー登場!!（アカン〈ホン・ヤンヤン〉）
- ロミオ+ジュリエット（ロミオ〈レオナルド・ディカプリオ〉）※フジテレビ版
- ロルカ、暗殺の丘（リカルド〈イーサイ・モラレス〉）
- ロンゲスト・ヤード（ケアテイカー〈クリス・ロック〉）
- ワイルドカントリー（ヴァージル・タナー〈ロン・ハワード〉）
- ワイルドスティンガー（ドミニク）
- ワイルド・スピード（ジェシー〈チャド・リンドバーグ〉）※テレビ朝日版
- わるわる探犬隊（ソール）
- ワンス・アポン・ア・タイム・イン・アメリカ（少年時代のコックアイ）※テレビ朝日版
- ワンス・アポン・ア・タイム・イン・チャイナ 天地争覇（ヤン）
- ワンス・アポン・ア・タイム・イン・チャイナ 天地覇王（アヤン）

#### ドラマ
- アルフ（ダニー・ダックワース）
- アンドロメダ（シーマス・ハーパー〈ゴードン・マイケル・ウールヴェット〉）
- 恐竜家族
- クリミナル・マインド FBI行動分析課（ケヴィン・リンチ〈ニコラス・ブレンドン〉）
- 主任警部モース 森を抜ける道（フィリップ・デイリー）
- 新アウターリミッツ（ジェイ〈ジェイソン・ロンドン〉）
- 新スーパーマン（ジミー・オルセン〈ジャスティン・ホーリン〉）
- スノー・クイーン 〜雪の女王〜（デルフォント・シャルフォント少佐〈ダニエル・ギリーズ〉）
- セサミストリート（サビオン〈セビアン・グローバー〉）※スペシャル版
  - セサミストリート: 世界の国からハッピーニューイヤー
  - セントラルパークでシング・シング・シング
  - セサミストリート危機一髪
- ダイノトピア（カール・スコット）※テレビ朝日版
- 超音速ヒーロー ザ・フラッシュ ※日本テレビ版
- ナイトライダー シーズン2 #8（ランディ・メリット〈ブライアン・ロビンス〉）
- バフィー 〜恋する十字架〜（アレクサンダー・“ザンダー”・ハリス〈ニコラス・ブレンドン〉）
- パワーレンジャーシリーズ
  - パワーレンジャー（ザック・テイラー / ブラックレンジャー〈初代〉）
- HAWAII FIVE-0（マティンスキー）
- ふたりは最高!ダーマ&グレッグ（ドナルド）
- 炎のテキサス・レンジャー（ジェイムス・トリベット〈クラレンス・ギリヤード〉）
- マイコン大作戦（ハミルトン・パーカー〈トッド・ポーター〉）
- 愉快なシーバー家（ボナー・スタボーン〈アンドリュー・ケーニッヒ〉）

#### アニメ
- シュガー・ラッシュ（ロイ[17]）
- 長ぐつをはいたネコ（バーの男）
- バットマン
- もしもネズミにクッキーをあげると（イヌくん）

### テレビドラマ
- 3年B組金八先生（TBS） - 高橋健 役
  - 第2シリーズ（1980年10月-1981年3月）
  - スペシャル2「イレ墨をした教え子」（1983年10月）
  - スペシャル4「イジメられっ子金八先生」（1985年12月）
  - 3年B組金八先生ファイナル〜「最後の贈る言葉」（2011年3月）
- 愛とおそれと（1980年）
- おとうと（1981年8月、NHK） - 不良たち 役
- 月曜ドラマランド「新・翔んだカップル1」（1984年1月23日、フジテレビ）
- アオイホノオ 第7話（2014年8月30日、テレビ東京） - 若松真人の声 役

### ラジオ
- ラジオ 夜のコーディネイターアワー（2006年11月 - 2008年12月25日）
- Webラジオ 夜のサンライズアワー（2008年12月10日 - 2011年5月10日）

### ラジオドラマ
- 同級生2（沖田等）

### デジタルコミック
- VOMIC ヘンテコ忍者 いもがくれチンゲンサイ様（家来）

### その他コンテンツ
- ぽん・ぱ
  - もじもじ先生
  - デングリくん
  - もぐらたたきゲーム
  - ガルルーどうぶつえん（ナレーション）

### シリーズ一覧
1. ↑  『SEED』（2004年）、『OVER WORLD』（2012年）、『CROSSRAYS』（2019年）、『ETERNAL』（2025年）